# Haeundae LCT The Sharp
Haeundae LCT The Sharp là một dự án phát triển đô thị lớn đang được xây dựng ở Busan, Hàn Quốc. Tọa lạc tại bãi biển nổi tiếng của Haeundae, nó bao gồm một tòa tháp mang tính biểu tượng siêu cao 101 tầng (411,6 m) và hai tòa nhà chọc trời căn hộ chung cư cao 85 tầng. Nơi đây có khu phức hợp giải trí đô thị ở trong trung tâm thương mại, spa suối nước nóng và công viên nước. Tòa tháp biểu tượng sẽ là khách sạn dân cư sang trọng với trung tâm hội nghị và đài quan sát.
Bắt đầu khởi công vào tháng 10 năm 2013 và dự kiến hoàn thành vào năm 2019.